# Microcyclops crassipes
Microcyclops crassipes – gatunek widłonoga z rodziny Cyclopidae. Nazwa naukowa tego gatunku skorupiaków została opublikowana w 1927 roku na podstawie prac naukowych norweskiego hydrobiologa Georga Ossiana Sarsa.